# Melchisedec
Melchisedec là một chi nhện trong họ Oonopidae.